# Isabel de Leuchtenberg
Isabel de Leuchtenberg (marzo de 1537 - 6 de julio de 1579, Dillenburg) fue una condesa, la hija del landgrave Jorge III de Leuchtenberg y la margravina Bárbara de Brandeburgo-Ansbach.
Después de su muerte, el teólogo alemán Christoph Pezel redactó un obituario sobre ella.

## Matrimonio e hijos
Isabel fue la primera esposa de Juan VI de Nassau-Dillenburg, hijo de Guillermo I de Nassau-Dillenburg y Juliana de Stolberg. Se casó el 6 de junio de 1559 en el Castillo de Dillenburg. Tuvieron trece hijos:
- Guillermo Luis de Nassau-Dillenburg (1560-1620)
- Juan VII de Nassau-Siegen (1561-1623)
- Jorge de Nassau-Dillenburg (1562-1623)
- Isabel de Nassau-Dillenburg (1564-1611), casada en 1583 con el conde Felipe IV de Nassau-Saarbrücken y en 1603 con el conde Wolfgang Ernst I de Isenburg-Büdingen
- Juliana de Nassau-Dillenburg (1565-1630), casada en 1588 con Adolf Henry de Dhaun y en 1619 con el conde Juan Alberto I de Solms-Braunfels
- Felipe de Nassau-Dillenburg (1566-1595)
- María de Nassau-Dillenburg (1568-1625), casada en 1588 con el conde Juan Luis I de Nasáu-Wiesbaden-Idstein
- Ana Sibila de Nassau-Dillenburg (1569-1576)
- Matilde de Nassau-Dillenburg (1570-1625), casada en 1592 con el conde Guillermo V de Mansfeld-Arnstein
- Alberto (1572), muerto en la infancia
- Ernesto Casimiro de Nassau-Dietz (1573-1632)
- Luis Günther de Nassau-Dillenburg (1575-1604)

Isabel murió en 1579. Después de su muerte, Juan VI se casó dos veces más.